# Loxospora
Loxospora A. Massal. (bielczyk) – rodzaj grzybów z rodziny Sarrameanaceae. Ze względu na współżycie z glonami zaliczany jest do grupy porostów.

## Systematyka i nazewnictwo
Pozycja w klasyfikacji według Index Fungorum: Sarrameanaceae, Incertae sedis, Ostropomycetidae, Lecanoromycetes, Pezizomycotina, Ascomycota, Fungi.
Nazwa polska według W. Fałtynowicza.

## Gatunki
- Loxospora assateaguensis Lendemer 2012[3]
- Loxospora cismonica (Beltr.) Hafellner 1987 – bielczyk jodłowy
- Loxospora confusa Lendemer 2012[3]
- Loxospora cyamidia (Stirt.) Kantvilas 2000
- Loxospora elatina (Ach.) A. Massal. 1852 – bielczyk proszkowaty
- Loxospora glaucomiza (Nyl.) Kalb & Staiger 1995
- Loxospora isidiata Kalb 1992
- Loxospora lecanoriformis Lumbsch, A.W. Archer & Elix 2007[3]
- Loxospora ochrophaea (Tuck.) R.C. Harris 1990
- Loxospora ochrophaeoides Kalb & Hafellner 1992
- Loxospora pustulata (Brodo & W.L. Culb.) Egan 1990
- Loxospora septata (Sipman & Aptroot) Kantvilas 2000
- Loxospora solenospora (Müll. Arg.) Kantvilas 2000

Nazwy naukowe na podstawie Index Fungorum. Nazwy polskie według checklist W. Fałtynowicza.